# Попович, Никола
Никола Попович (серб. Никола Поповић; 9 декабря 1916, Липа — 8 ноября 2005, Белград) — югославский черногорский военный деятель, генерал-майор ЮНА, участник Народно-освободительной войны Югославии, Народный герой Югославии. Сын черногорского военачальника и лидера зеленашей Крсто Поповича.

## Биография
Родился 9 декабря 1916 в селе Липа. Учился в родном селе, позднее в Цетине. После подавления Рождественского восстания вынужден был с отцом покинуть страну и уехать в Бельгию. Вернулся на Родину в 1929 году после того, как его отец написал письмо королю Александру I с раскаянием за свою деятельность. Стал членом КПЮ с 1936 года.
После начала войны против Германии Никола не последовал за своим отцом, перешедшим на сторону итальянцев и их союзников и объявившим войну четникам и партизанам, а присоединился к сопротивлению. Во время восстания 13 июля он возглавил отряд и вступил в бои с итальянцами за Чево, что недалеко от Цетинье. В битве на Сутьеске командовал батальоном телохранителей руководства Черногорского покраинского комитета КПЮ и сопровождал партийное руководство по пути в Черногорию. Участвовал в штурме Белграда, после освобождения города назначен командиром Белградской бригады народной обороны.
После войны Никола окончил Военную академию ЮНА, возглавив 9-ю приморскую военную область. Был исполняющим обязанности начальника кафедры сухопутных сил в Высшей военной приморской академии, начальником кафедры операций в Военной школе ЮНА. В 1973 году вышел на пенсию в звании генерала-майора.
Умер 8 ноября 2005 в Белграде. Похоронен в родном селе. Кавалер ряда орденов и медалей (в том числе и Ордена Народного героя, которым был награждён 27 ноября 1953).